# Scribonia
Denna artikel handlar om Augustus andra hustru. För andra artiklar med namnet, se gens Scribonia.

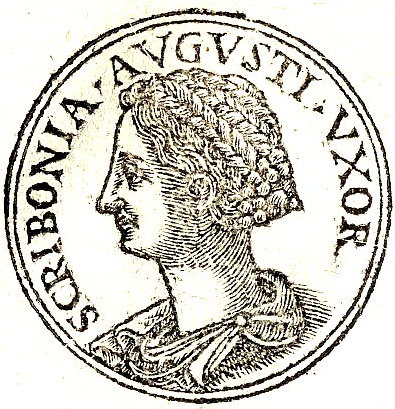
Scribonia

Scribonia, född 68 f.Kr., död år 16, var Octavianus (senare känd som kejsar Augustus) hustru, och mor till hans enda biologiska barn, Julia. Hon var dock aldrig kejsarinna eftersom paret skilde sig innan Octavianus blev kejsare.  
Scribonia var dotter till Lucius Scribonius Libo och Cornelia Sulla, och barnbarn till Pompejus den store och Lucius Cornelius Sulla.
Scribonia hade innan Octavianus var gift med två framstående män enligt Suetonius, men han nämner inte deras namn. Endast en av dessa är känd till namnet, P. Cornelius Scipio, som påstås ha varit konsul, vilket dock inte har kunnat beläggas. Med honom fick Scribonia två barn, P. Cornelius Scipio som var konsul år 16 f.Kr. och Cornelia, som var gift med Paullus Aemilius Lepidus, censor år 22 f.Kr.
Hon var syster till Lucius Scribonius Libo, som i sin tur var svärfar till Sextus Pompejus, son till triumviren Pompejus. Efter perusiniska kriget 40 f.Kr. var Octavianus rädd att Sextus Pompejus skulle ingå allians med Markus Antonius för att krossa honom, och, enligt Maecenas, gifte sig därför med Scribonia för att blidka Pompejus och sin svärfar Libo. Scribonia var mycket äldre än vad han var, och han tvekade inte att skilja sig från henne drygt ett år senare, år 39 f.Kr., samma dag som hon nedkom med hans enda biologiska barn, Julia, för att gifta om sig med Livia Drusilla; Octavianus hade vid det laget slutit fred med Antonius och ville driva Pompejus ut från Sicilien. Octavianus angav att hon var omoralisk som skäl till skilsmässan, men Antonius hävdade att hon hade tagit illa upp när hennes make haft sexuellt umgänge med Livia. Det egentliga skälet var tveklöst hans uppriktiga kärlek till Livia.
Scribonia levde länge efter skilsmässan eftersom hon år 2 e.Kr. följde sin dotter Julia i exil till ön Pandataria.

## Primära källor
Scribonia nämns i följande primära källor:
- Suetonius, Augustus 62, 69
- Appianus, B. C. v. 53
- Dio Cassius xlviii. 34, Iv. 10
- Veil. Pat. ii. 100
- Tacitus Annales ii. 27.